# Seth Wassberg
Lars Fredrik Seth Wassberg, född 16 november 1897 i Romfartuna församling i Västmanlands län, död 1 juni 1966 i Västerleds församling i Stockholms stad, var en svensk militär.

## Biografi
Wassberg avlade studentexamen i Lund 1915. Han avlade officersexamen vid Krigsskolan 1918 och utnämndes samma år till fänrik vid Wendes artilleriregemente, där han befordrades till löjtnant 1921. Han gick Allmänna artillerikursen vid Artilleri- och ingenjörhögskolan (AIHS) 1920–1921 och Högre artillerikursen där 1922–1924. Han idkade specialstudier vid Tekniska högskolan i Stockholm 1932–1933 samt befordrades till kapten 1933 och till major vid Bodens artilleriregemente 1940. Han var lärare i krigskonst (strategi) vid AIHS 1941–1943. År 1942 befordrades han till överstelöjtnant i Fälttygkåren, varefter han tjänstgjorde i Tygavdelningen vid Arméförvaltningen 1942–1954, däribland som byråchef 1942–1943. Han var ledamot av 1943 års officersutbildningskommitté och befordrades till överste i armén 1947, varefter han återinträdde i Fälttygkåren 1952. Åren 1954–1959 var Wassberg chef för Centralplaneringen i Armétygförvaltningen.

## Utmärkelser
- Riddare av första klass av Svärdsorden, 1939.[9]
- Riddare av Vasaorden, 1945.[10]
- Kommendör av Svärdsorden, 6 juni 1951.[11]
- Kommendör av första klassen av Svärdsorden, 5 juni 1954.[12]